# Clathria macrochela
Clathria macrochela är en svampdjursart som först beskrevs av Claude Lévi 1960.  Clathria macrochela ingår i släktet Clathria och familjen Microcionidae. Inga underarter finns listade i Catalogue of Life.